# École milésienne

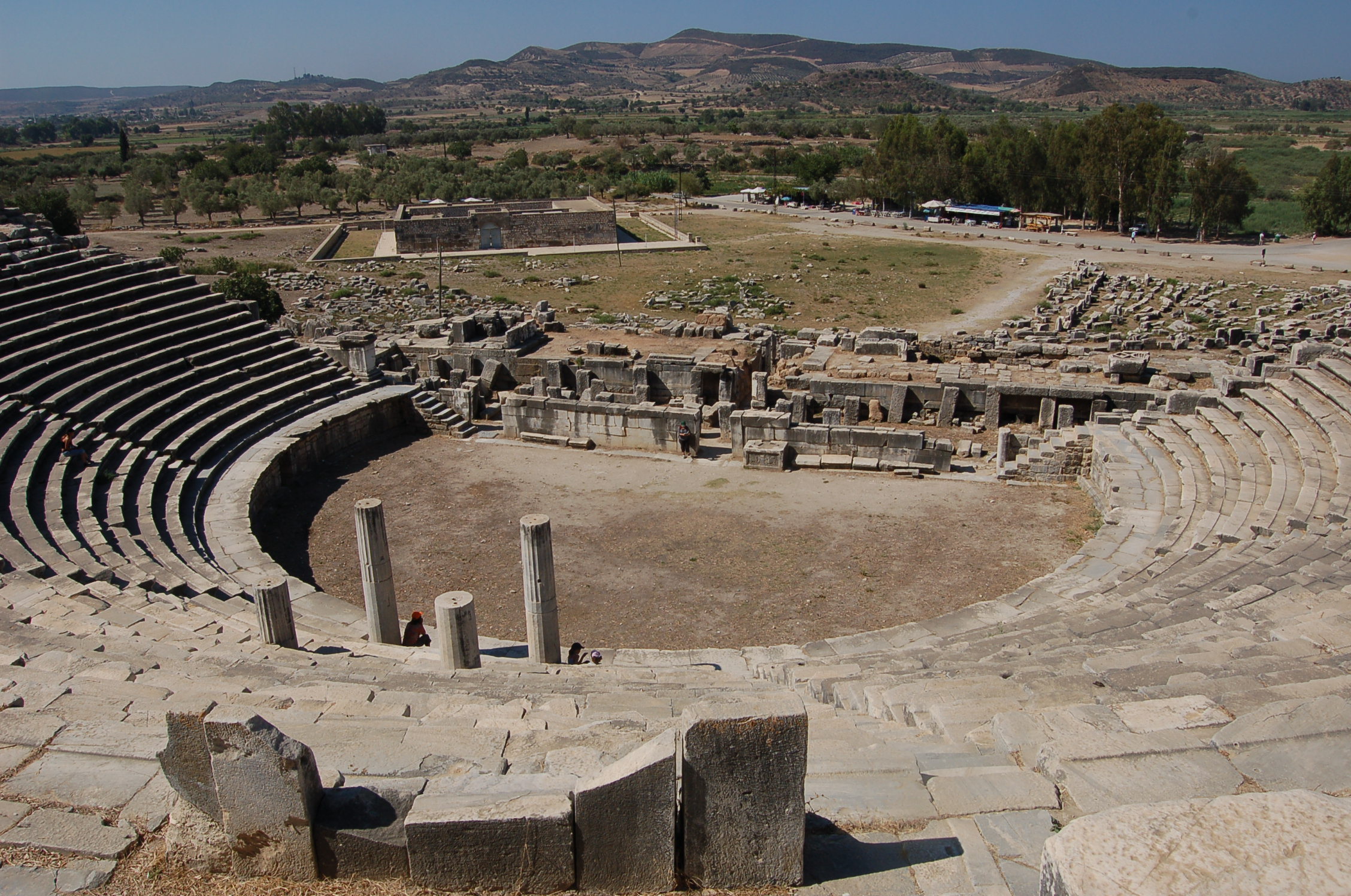
Théâtre et site archéologique de la ville de Milet, berceau de la philosophie présocratique.

Pour les articles homonymes, voir Physicien (homonymie).
L'École milésienne est une école fondée au VIe siècle av. J.-C. et représentée principalement par trois philosophes de la ville ionienne de Milet, sur la côte de l'Anatolie : Thalès (625~620-548~545), Anaximandre (610-546) et Anaximène (~585-~525). Outre la géométrie et l'astronomie, les penseurs de cette école ont apporté de nouvelles idées sur la cosmogonie (formation de l'univers), la physique et la biologie, à tel point que ce sont les philosophes de cette école qui étaient originellement appelés les Physiciens.
La philosophie des Milésiens était principalement axée sur la physique, et leurs études sur la nature proposent une approche méthodologique novatrice qu'on estime être un progrès décisif dans l'histoire de la pensée occidentale. Ils utilisaient en effet, non plus simplement des mythes (fables mettant en scène des divinités), mais aussi des concepts plus rationnels (les quatre éléments, le sec et l'humide, le chaud et le froid, etc.) pour expliquer les phénomènes naturels. Il s'agit donc des premières enquêtes « scientifiques », en Occident, dans l'étude de la nature.
Remarque : l'École ionienne[pourquoi ?] inclut à la fois les philosophes de l'École milésienne et les philosophes ioniens tels que Héraclite (Voir également l'article sur les Présocratiques).

## Philosophie de la Nature
Ces philosophes définissaient chacun à leur façon la substance primaire, le principe (ἀρχή / arkhè), dont l'Univers était constitué et qui représentait la source de la vie. Thalès opta pour l'eau. Mais comme il était impossible de tout expliquer à partir de cet élément (le feu, par exemple), Anaximandre choisit un élément non observable et indéfini, l’apeiron (ἀπείρων). Car si chacun des quatre éléments traditionnels (eau, air, feu et terre) s’oppose aux trois autres, et s’ils se détruisent mutuellement, aucun ne saurait prétendre constituer un fond stable, non engendré et impérissable. Par conséquent, il faut une autre entité dont chacun de ces éléments provient, et qui soit véritablement ce fond sans fond.
Le caractère indéfini de l’apeiron souleva des critiques qui obligèrent Anaximène à le préciser dans le sens d’une matière plus concrète mais subtile, l'air. Cet élément selon sa raréfaction ou sa condensation peut se changer en d'autres éléments ou substances tels que le feu, le vent, les nuages, l'eau et la terre.

## Cosmologie
Les différences entre ces trois philosophes ne se limitaient pas à la nature de la matière. Chacun d'eux apporta sa conception de l'Univers. Thalès soutenait que la Terre flottait sur l'eau. Il remarqua le mouvement de certaines étoiles à qui il donna le nom de Planètes. Anaximandre posa la Terre au milieu d'un Univers constitué de roues creuses concentriques emplies de feu, percées de trous, le Soleil, la Lune et les autres astres, et placées à différentes distances. Pour Anaximène, le Soleil et la Lune étaient des disques plats qui se déplaçaient dans une voûte céleste sur laquelle étaient fixées les étoiles.